# Antonio Oliver Gras
Antonio Oliver Gras fue un industrial español. Presidió el Fútbol Club Barcelona en 1931.

## Biografía
Empresario del sector del comercio, presidió organizaciones gremiales como la Asociación de almacenistas de comestibles de Barcelona y la Asociación de almacenistas coloniales.
En junio de 1918 ingresó como vocal en la junta directiva del FC Barcelona, por entonces presidido por Hans Gamper. Mantuvo el cargo en la siguiente junta, presidida por Ricard Graells, hasta 1920. En junio de 1931, con Gaspar Rosés al frente del club, volvió a entrar en la directiva, esta vez como vicepresidente.
Cuando Rosés dimitió como presidente, Oliver su elegido su sucesor en una asamblea de socios celebrada el 22 de octubre de 1931. Con la entidad en una difícil situación económica, presentó su renuncia el 20 de diciembre del mismo año, sin llegar a los dos meses en el cargo. A pesar de la brevedad de su mandato, el equipo logró sumar un título durante su presidencia: el Campeonato de Cataluña. 
Oliver se mantuvo en la junta directiva como vicepresidente de su sucesor, Joan Coma, hasta el 30 de julio de 1932.